# Kobayashi Seigo
Seigo Kobayashi (小林 成豪 (Tiểu-Lâm Thành-Hào) Kobayashi Seigō, sinh ngày 8 tháng 1 năm 1994 ở Kobe) là một cầu thủ bóng đá người Nhật Bản thi đấu cho Montedio Yamagata.

## Thống kê câu lạc bộ
Cập nhật đến ngày 23 tháng 2 năm 2018.
| Thành tích câu lạc bộ | Thành tích câu lạc bộ | Thành tích câu lạc bộ | Giải vô địch | Giải vô địch | Cúp                   | Cúp                   | Cúp Liên đoàn | Cúp Liên đoàn | Tổng cộng | Tổng cộng |
| Mùa giải              | Câu lạc bộ            | Giải vô địch          | Số trận      | Bàn thắng    | Số trận               | Bàn thắng             | Số trận       | Bàn thắng     | Số trận   | Bàn thắng |
| Nhật Bản              | Nhật Bản              | Nhật Bản              | Giải vô địch | Giải vô địch | Cúp Hoàng đế Nhật Bản | Cúp Hoàng đế Nhật Bản | J. League Cup | J. League Cup | Tổng cộng | Tổng cộng |
| --------------------- | --------------------- | --------------------- | ------------ | ------------ | --------------------- | --------------------- | ------------- | ------------- | --------- | --------- |
| 2016                  | Vissel Kobe           | J1 League             | 20           | 1            | 0                     | 0                     | 5             | 1             | 25        | 2         |
| 2017                  | Vissel Kobe           | J1 League             | 13           | 1            | 1                     | 0                     | 4             | 2             | 18        | 3         |
| Tổng cộng sự nghiệp   | Tổng cộng sự nghiệp   | Tổng cộng sự nghiệp   | 33           | 2            | 1                     | 0                     | 9             | 3             | 43        | 5         |